# Pau Martí
Pau Martí Soriano (Moixent, 24 november 2004) is een Spaans wielrenner.

## Carrière
Als eerstejaars belofte, in 2023, werd Martí opgenomen in de opleidingsploeg van Israel-Premier Tech. In zijn eerste seizoen bij de ploeg werd hij onder meer vijftiende in het eindklassement van de Ronde van het Aostadal en twaalfde in de beloftenversie van Parijs-Tours. In mei 2024 werd hij derde in de Ardense Pijl, achter Milan Donie en Jarno Widar. Een maand later werd hij derde in het eindklassement van de Ronde van Italië voor beloften, achter diezelfde Widar en Pablo Torres. In het najaar nam hij namens de hoofdmacht van de ploeg deel aan zowel de Ronde van Veneto als de Veneto Classic. Eind mei 2025 stond Martí aan de start van de Vredeskoers. Zonder een etappe te winnen eindigde hij bovenaan het klassement, met een voorsprong van slechts twee seconden op Simon Dalby. Later dat jaar behaalde hij in de tweede etappe van de Ronde van Portugal zijn eerste profoverwinning.

## Overwinningen
2025
Eindklassement Vredeskoers
2e etappe Ronde van Portugal

## Ploegen
- 2023 –  Israel Premier Tech Academy
- 2024 –  Israel Premier Tech Academy
- 2025 –  Israel Premier Tech Academy